# Beeston, Cheshire
Beeston är en ort och civil parish i Storbritannien.   Den ligger i kommunen Cheshire West and Chester i riksdelen England, i den södra delen av landet, 250 km nordväst om huvudstaden London. Beeston ligger 82 meter över havet och antalet invånare är 188.
Terrängen runt Beeston är platt, och sluttar norrut. Runt Beeston är det tätbefolkat, med 266 invånare per kvadratkilometer. Närmaste större samhälle är Chester, 16,1 km nordväst om Beeston. Trakten runt Beeston består i huvudsak av gräsmarker.